# Euxoa zembla
Euxoa zembla là một loài bướm đêm trong họ Noctuidae.